# Chu Jao-pang
Chu Jao-pang (čínsky pchin-jinem Hú Yàobāng, znaky 胡耀邦, 20. listopadu 1915 Liou-jang – 15. dubna 1989 Peking) byl čínský politik za Komunistickou stranu Číny, v osmdesátých letech dvacátého století jedna z vůdčích postav Čínské lidové republiky jako předseda ústředního výboru Komunistické strany Číny v letech 1981–1982 a generální tajemník ústředního výboru Komunistické strany Číny v letech 1980–1987. Byl blízkým spolupracovníkem Tenga Siao-pchinga a spolu s ním se řadí do druhé generace vedení Čínské lidové republiky.

## Život
Chu Jao-pang pocházel z chudé rodiny z jihočínské provincie Chu-nan a do Komunistické strany Číny vstoupil už jako čtrnáctiletý a účastnil se Dlouhého pochodu v letech 1934–1935. Pak působil v Čínské rudé armádě.
Po založení Čínské lidové republiky v roce 1949 stoupal Chu v stranické hierarchii až do počátku Kulturní revoluce v šedesátých letech, v kterých byl dvakrát odeslaný na venkov (a dvakrát rehabilitovaný). Po smrti Mao Ce-tunga pomohl Tengovi Siao-pchingovi v boji o moc s Chuou Kuo-fengem, tehdejším předsedou Komunistické strany Číny. Po úspěšném převzetí moci v roce 1981 se stal Teng Siao-pching šedou eminencí v méně významných funkcích a Chu Jao-pang jako jeden z jeho nejbližších spojenců získal formálně nejvyšší stranickou funkci.
Během svého působení rehabilitoval Chu Jao-pang řadu obětí Kulturní revoluce, mimo jiných také bývalého prezidenta Lioua Šao-čchiho. Díky jeho podpoře liberálních hospodářských reforem rostla jeho oblíbenost. Po studentských nepokojích v roce 1986 byl ovšem v roce 1987 z nejvyšších funkcí odvolán, byť formálně zůstal členem Stálého výboru politbyra ústředního výboru Komunistické strany Číny.
Dne 8. dubna 1989 jej během zasedání politbyra ústředního výboru Komunistické strany Číny v Čung-nan-chaji v Pekingu postihly srdeční problémy, v důsledku kterých 15. dubna zemřel. Ze studentského památečního shromáždění po jeho úmrtí se nakonec staly protesty vedoucí k masakru na náměstí Nebeského klidu.

## Smrt a reakce veřejnosti
V říjnu 1987 si Chu udržel své členství v ústředním výboru ČKS na 13. sjezdu strany a následně byl na prvním plenárním zasedání ústředního výboru zvolen členem nového politbyra. Dne 8. dubna 1989 utrpěl Chu infarkt, když se účastnil zasedání politbyra v Čung-nan-chaj, kde se diskutovalo o reformě vzdělávání. Chu byl převezen do nemocnice v doprovodu své manželky. Chu zemřel o několik dní později, 15. dubna. Bylo mu 73 let. Chuova poslední slova byla, že by měl být pohřben jednoduše, bez extravagance, ve svém rodném městě.
Ve svém oficiálním nekrologu byl Chu popsán jako „dlouho prověřený a oddaný komunistický válečník, velký proletářský revolucionář a státník, vynikající politický vůdce čínské armády“. Západní reportéři poznamenali, že Chuův nekrolog byl úmyslně „zářící“, aby odvrátil podezření, že s ním Strana špatně zacházela. Na vzpomínkové bohoslužbě Chuova vdova Li Čao obvinila Chuovu smrt z toho, jak krutě se k němu strana chovala, a řekla Teng Siao-pchingovi: „Je to všechno kvůli vám!”
Ačkoli se v době své smrti stal úředníkem napůl v důchodu a za své „chyby“ byl odstraněn z pozic skutečné moci, veřejný tlak donutil čínskou vládu, aby mu uspořádala státní pohřeb za účasti stranických vůdců. Chvalozpěv na Chuově pohřbu ocenil jeho práci při obnově politické normality a podpoře ekonomického rozvoje po kulturní revoluci. Veřejní truchlící na Huově pohřbu se seřadili 16 kilometrů (10 mil), což byla reakce, která čínské vůdce překvapila. Krátce po Chuově pohřbu začali studenti v Pekingu žádat vládu, aby oficiálně zrušila verdikt, který vedl k Chuově „rezignaci“, a zajistila propracovanější veřejný pohřeb. Vláda poté uspořádala veřejnou vzpomínkovou bohoslužbu za Chua ve Velké síni lidu.
Dne 22. dubna 1989 pochodovalo 50 000 studentů na náměstí Nebeského klidu, aby se zúčastnili Chuovy vzpomínkové bohoslužby a doručili petiční dopis premiérovi Li Pchengovi. Mnoho lidí bylo nespokojeno s pomalým ohlasem strany a poměrně utlumeným pohřebním uspořádáním. V ulicích Pekingu i jinde začal veřejný smutek. V Pekingu se to soustředilo na Památník lidových hrdinů na náměstí Nebeského klidu. Smutek se stal veřejným kanálem hněvu proti vnímanému nepotismu ve vládě, nespravedlivému propuštění a předčasné smrti Chua a zákulisní roli „starých mužů“, oficiálně vysloužilých vůdců, kteří si přesto udrželi kvazi-legální moc, jako Teng Siao-pching. Protesty nakonec eskalovaly do protestů na náměstí Nebeského klidu v roce 1989. Chuova propagace myšlenek na svobodu slova a svobodu tisku velmi ovlivnila studenty účastnící se protestů.

## Hrobka
Po Chuově pohřbu bylo jeho tělo zpopelněno a jeho popel byl pohřben v Papaošanu. Chuova manželka Li Čao byla nespokojená s umístěním Chuova hrobu a úspěšně požádala vládu, aby přesunula Chuovy ostatky na vhodnější místo. Nakonec byly Chuovy ostatky přemístěny do velkého mauzolea v Kung-čching-čcheng (město na úrovni okresu pod jurisdikcí Ťiou-ťien-ku), město, které Chu pomáhal založit v roce 1955. Chuovo mauzoleum je pravděpodobně nejpůsobivější hrobkou jakéhokoli vyššího vůdce ČKS.
Li Čao sbírala peníze na stavbu Chuovy hrobky ze soukromých i veřejných zdrojů; a s pomocí jejího syna vybrali vhodné místo v Kung-čching-čcheng. Hrobka byla postavena ve tvaru pyramidy na vrcholu kopce.
5. prosince 1990 byl Chuův popel převezen do Kung-čching-čchengu, nesl ho jeho syn Chu Te-pching. Ceremoniálu se zúčastnil Wen Ťia-pao, četní veřejní činitelé Ťiang-si a 2000 členů Komunistického svazu mládeže. Továrny a školy v Kung-čching-čchengu byly na den uzavřeny, což umožnilo účast 7 000 místních občanů. Na ceremoniálu Li Čao pronesla projev, ve kterém vyjádřila svou vděčnost vládě a lidem, kteří se zúčastnili.